# Nico Parker
Nico Parker   (Kensal Green, 9 de desembre de 2004) és una actriu britànica. Va debutar al cinema com Milly Farrier a la pel·lícula Dumbo de Walt Disney Pictures (2019), dirigida per Tim Burton. Va interpretar a Sarah Miller a la primera temporada de la sèrie de HBO The Last of Us (2023).

## Biografia
Nascuda a casa del director i guionista de cinema Ol Parker i de l'actriu Thandiwe Newton, Parker és de Kensal Rise, al nord-oest de Londres. Té una germana gran, Ripley, i un germà petit, Booker.
Parker va debutar al cinema com Milly Farrier a la pel·lícula Dumbo del 2019, dirigida per Tim Burton. El paper li va suposar un gran reconeixement. A continuació, va protagonitzar al costat de Naomie Harris i Jude Law a la minisèrie de HBO The Third Day (2020) i va aparèixer al costat de la seva mare com a Zoe a la pel·lícula de ciència-ficció Reminiscence (2021).
Parker va fer una aparició com a convidada com Sarah Miller al primer episodi de l'adaptació d'HBO de The Last of Us. La seua aparició va ser universalment aclamada per la crítica, amb el consens que l'estrena "es beneficia incommensurablement de [la seva] contribució entranyable". Rachel Leishman en una ressenya de The Mary Sue va qualificar el càsting de Parker de "brillant" i va dir: "És una actuació tan bona de Parker que coincideix amb l'energia de Joel de Pascal d'una manera que crec que molts parlaran de l'interpretació de Nico Parker del personatge." Parker va ser nomenada Bright Young Thing de 2023 per Tatler.
El maig de 2023, Parker va ser seleccionada per interpretar Astrid en el remake en imatge real de How to Train Your Dragon.